# نوپسرها نیتیدور
نوپسرها نیتیدور یک گونه سوسک از خانوادهٔ سوسک‌های شاخک‌دراز است. موریس پیک در سال ۱۹۳۹ این گونه را توصیف و بررسی کرد.